# Městské opevnění (Bruntál)
Městské opevnění v Bruntálu v Moravskoslezském kraji je systém zlomkovitě dochovaných hradeb a bašt či věží, které ve středověku chránily město. Nevelké pozůstatky hradby a dvou bašt jsou chráněné jako kulturní památka.

## Historie
Nedostatek písemných pramenů a novodobými zásahy pozměněné zbytky hradeb a bašt neumožňují popsat historický vývoj bruntálského městského opevnění. Vzniklo před husitskými válkami a bylo upravováno během pozdní gotiky. Zmínku o městských hradbách a branách obsahuje listina z roku 1405, v níž si město rozdělili vévodové Jan II. Opavský a Mikuláš IV. z Bruntálu.

## Stavební podoba
Středověké město stálo na ostrožně obtékané Černým potokem. Mělo zaoblený půdorys a rozlohu okolo dvanácti hektarů. Pouze na severozápadě, kde stával bruntálský hrad, je nároží zaoblené. Opevnění tvořila pravděpodobně hlavní a parkánová hradba s pravidelně rozmístěnými (ve vzdálenostech 40–50 metrů) půlkruhovými baštami nebo věžemi.

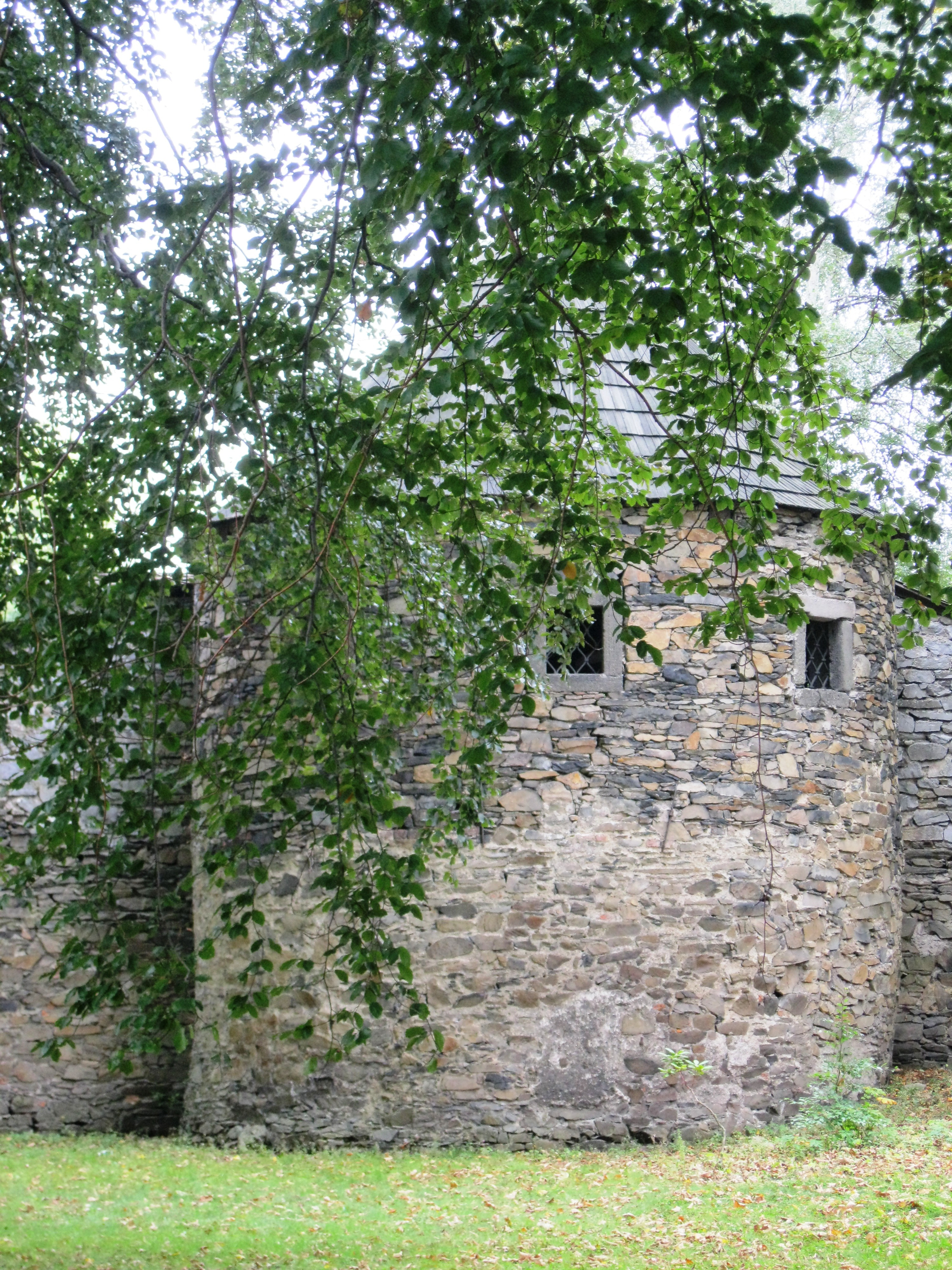
Vnější strana bašty jihozápadně od zámku

Parkánová zeď byla doložena ve dvou krátkých úsecích archeologickým výzkumem. Částečně ji zobrazuje také nepříliš spolehlivá Wernerova veduta z roku 1752 nebo 1757. Na vedutě je mimo jiné zobrazena Olomoucká brána s vpadlinou pro padací mříž a s předbraním.
Kromě Olomoucké brány na jihu (stála přibližně na jižním konci ulice Dr. E. Beneše) do města vedly brány Niská (na rozhraní ulice Sv. Čecha a Palackého náměstí) a Krnovská (v Revoluční ulici, přibližně u domu čp. 9).
Dva větší dochované úseky hradby s baštami či věžemi se dochovaly na západě (jižně od zámku) a na severovýchodě, kde stojí tzv. Kamenná bašta. Kratší úseky jsou patrné u severovýchodního nároží zámeckého areálu a v bloku domů mezi Sladovnickou a Nerudovou ulicí.